# St. Rochus (Gerolstein-Oos)

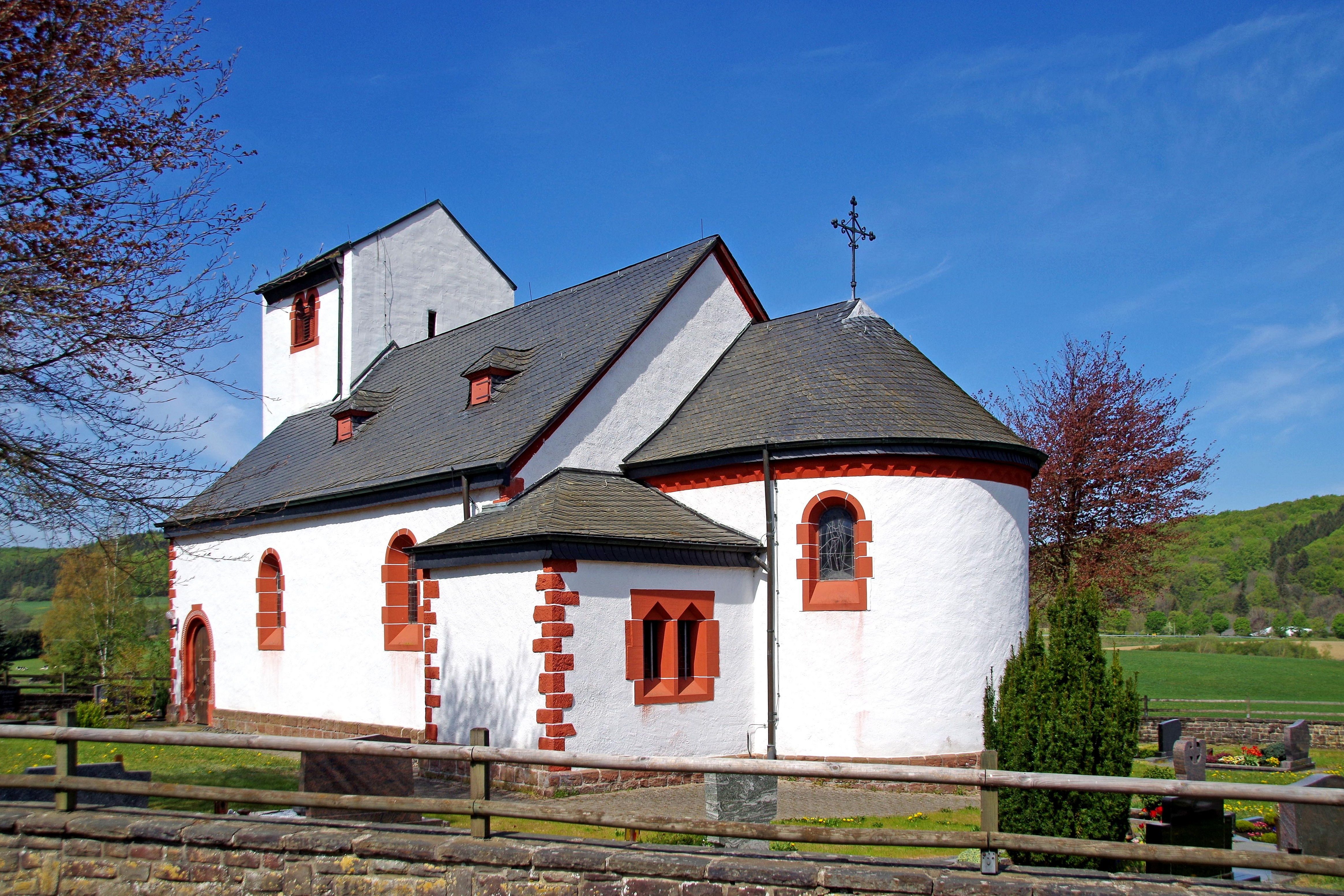
Oos, Kapelle St. Rochus

Die Kapelle St. Rochus ist ein römisch-katholisches Kirchengebäude in Gerolstein, Stadtteil Oos. Sie gehört jedoch nicht zur Pfarreiengemeinschaft Gerolsteiner Land im Dekanat Vulkaneifel, sondern als Filialkirche zur Pfarrei Büdesheim der Pfarreiengemeinschaft Prüm im Dekanat St. Willibrord Westeifel des Visitationsbezirks Trier im Bistum Trier.

## Geschichte
Oos geht zurück auf die ehemalige römische Pferdewechselstation Ausava etwa in der Mitte der Römerstraße zwischen Augusta Treverorum (Trier) und Colonia Agrippina (Köln). Ein aus dem Mittelalter stammender romanischer Turm wurde 1906 für den Bau der Rochuskapelle (nach Rochus von Montpellier) mit Friedhof am Ostrand des Dorfes genutzt.

## Ausstattung
Bemerkenswert sind die 1955 von einem unbekannten Künstler geschaffenen Kirchenfenster. Sie stellen Maria, Hubertus von Lüttich, das Herz Jesu sowie geometrische Ornamentik dar. Die Kirche wurde von Katharina Heck und Pfarrer Paul Kirsch ausgemalt, der 1987 die Passionsspiele Wallersheim initiierte.